# Monika Feuersinger
Monika Feuersinger (* 19. April 1965 in Ebbs) ist eine ehemalige österreichische Triathletin und Duathletin. Sie ist achtfache Staatsmeisterin (1991–2006).

## Werdegang

### Staatsmeisterin Duathlon 1992
1991 und erneut 1993 wurde die Tirolerin Feuersinger Österreichische Triathlon-Staatsmeisterin auf der Kurzdistanz. Sie holte sich 1992, 1994 und erneut 1995 ebenso dreimal den Staatsmeistertitel auf der Duathlon-Kurzdistanz. 1994 wurde sie in Zofingen als beste Europäerin Dritte bei der Weltmeisterschaft auf der Duathlon-Langdistanz.
1995 holte sie sich auch den Titel auf der Triathlon-Mitteldistanz. Nach der Geburt ihrer Tochter Therese 1998 pausierte sie.

### Staatsmeisterin Triathlon-Langdistanz 2006
Beim Austria-Triathlon stellte Monika Feuersinger 2006 mit ihrer Siegerzeit von 09:28:47 Stunden einen neuen Streckenrekord auf, der bis 2013 Bestand hatte. Damit holte sie sich ihren siebten Staatsmeistertitel – nun auch auf der Triathlon-Langdistanz. 2007 wurde Monika Feuersinger in Litschau zum zweiten Mal Staatsmeisterin auf der Triathlon-Mitteldistanz.
Im Januar 2011 wurde sie Vizestaatsmeisterin Wintertriathlon und im Mai in Zeltweg auch auf der Duathlon-Kurzdistanz. Seit 2011 tritt sie nicht mehr international in Erscheinung.
Monika Feuersinger lebt mit ihrem Mann  und drei Kindern in Niederndorferberg. Auch ihre Tochter Therese Feuersinger (* 1998) ist als Triathletin aktiv und startet im ÖTRV Nationalteam Nachwuchs.

## Sportliche Erfolge
| Datum/Jahr    | Rang | Wettbewerb                                       | Austragungsort | Zeit     | Bemerkung                                                                     |
| ------------- | ---- | ------------------------------------------------ | -------------- | -------- | ----------------------------------------------------------------------------- |
| 2008          | 4    | Challenge France                                 | Frankreich     |          |                                                                               |
| 2007          | 1    | ÖTRV Staatsmeisterschaft Triathlon Mitteldistanz | Litschau       |          | Staatsmeisterin über die Halbdistanz                                          |
| 20. Aug. 2006 | 1    | ÖTRV Staatsmeisterschaft Triathlon Langdistanz   | Podersdorf     | 09:28:47 | Staatsmeisterschaft auf der Langdistanz beim Austria-Triathlon                |
| 2003          | 4    | Ironman Austria                                  | Klagenfurt     |          |                                                                               |
| Aug. 1996     | 1    | Krems Triathlon                                  | Krems          | 02:15:31 | Siegerin auf der olympischen Distanz                                          |
| 1995          | 1    | ÖTRV Staatsmeisterschaft Triathlon Mitteldistanz | Ottensheim     |          | Staatsmeisterin über die Halbdistanz                                          |
| 1994          | 5    | Ironman Europe                                   | Roth           | 09:27:02 | mit neuem österreichischem Langdistanzrekord                                  |
| 1993          | 1    | ÖTRV Staatsmeisterschaft Triathlon Kurzdistanz   | Waidring       |          | Staatsmeisterin über die Kurzdistanz                                          |
| 1992          | 1    | Kitzbühel-Triathlon                              | Kitzbühel      |          | erfolgreiche Titelverteidigung                                                |
| 1992          | 1    | Alpen-Triathlon                                  | Schliersee     |          |                                                                               |
| 1991          | 1    | Kitzbühel-Triathlon                              | Kitzbühel      |          | Das Rennen musste witterungsbedingt verkürzt als Duathlon ausgetragen werden. |
| 1991          | 1    | ÖTRV Staatsmeisterschaft Triathlon Kurzdistanz   | Wels           |          | Staatsmeisterin über die Kurzdistanz                                          |
| 1991          | 1    | Kalterer See Triathlon                           | Kalterer See   |          |                                                                               |

| Datum/Jahr    | Rang | Wettbewerb                                     | Austragungsort    | Zeit        | Bemerkung |
| ------------- | ---- | ---------------------------------------------- | ----------------- | ----------- | --- |
| 8. Mai 2011   | 2    | ÖTRV Staatsmeisterschaft Duathlon Kurzdistanz  | Zeltweg           | 01:46:23    | Vizestaatsmeisterin auf der Duathlon-Kurzdistanz hinter der Steirerin Simone Helfenschneider-Ofner                       |
| 25. Apr. 2010 | 1    | Internationaler Mils-Duathlon                  | Mils              | 02:11:00,06 | 10 km Laufen, 40 km Radfahren und 5 km Laufen                                                                            |
| 3. Sep. 2007  | 2    | ÖTRV Staatsmeisterschaft Duathlon Langdistanz  | Weyer             | 03:48:38    | Zweite beim Powerman Austria hinter der Britin Michelle Parsons – und damit Duathlon-Staatsmeisterin auf der Langdistanz |
| 1995          | 1    | Powerman Holland                               | Niederlande       |             | |
| 1995          | 1    | ÖTRV Staatsmeisterschaft Duathlon Kurzdistanz  | Graz              |             | zum dritten Mal Duathlon-Staatsmeisterin über die Kurzdistanz                                                            |
| 2. Okt. 1994  | 2    | Powerman Germany                               | Spalt             |             | Zweite hinter der US-Amerikanerin Maddy Tormoen (20 km Laufen, 117 km Radfahren und 10 km Laufen)                        |
| 1994          | 3    | Powerman Zofingen                              | Zofingen          |             | Der „Powerman“ in Zofingen zählt im Duathlon als Langdistanz-Weltmeisterschaft.                                          |
| 1994          | 1    | ÖTRV Staatsmeisterschaft Duathlon Kurzdistanz  | Graz              |             | Duathlon-Staatsmeisterin                                                                                                 |
| 7. Juni 1992  | 33   | ITU Long Distance Duathlon World Championships | Frankfurt am Main | 03:16:43    | |
| 1992          | 1    | ÖTRV Staatsmeisterschaft Duathlon Kurzdistanz  | Knittelfeld       |             | Duathlon-Staatsmeisterin                                                                                                 |

| Datum/Jahr    | Rang | Wettbewerb    | Austragungsort | Zeit       | Bemerkung            |
| ------------- | ---- | ------------- | -------------- | ---------- | -------------------- |
| 11. Okt. 2008 | 1    | Tour de Tirol | Walchsee       | 04:05:24,2 | Siegerin im Marathon |

| Datum/Jahr    | Rang | Wettbewerb                               | Austragungsort | Zeit     | Bemerkung                           |
| ------------- | ---- | ---------------------------------------- | -------------- | -------- | ----------------------------------- |
| 30. Jan. 2011 | 2    | ÖTRV Staatsmeisterschaft Wintertriathlon | Zeltweg        | 01:22:17 | Vizestaatsmeisterin Wintertriathlon |

(DNF – Did Not Finish)